# Жан дьо Виен
Жан дьо Виен (на френски: Jean de Vienne) (1341 – † 1396) е френски рицар, кръстоносец и адмирал на Франция по време на Стогодишната война. Участник в кръстоносния поход на Амадей VI Савойски срещу България, Берберския кръстоносен поход и Никополския кръстоносен поход на император Сигизмунд.
Жан дьо Виен е роден в Дол, столицата на област Франш-Конте. Той е син на Гийом II дьо Виен (1305 – 1360) и Клодин (или Маргарит) Шодене (1315 – 1349). Военната кариера на Жан започва на 17 години. От 1358 г до 1364 г участва в боевете с отрядите наемници, бродещи из територията на Франция. През 1366 г. се включва в Савойския кръстоносен поход. През 1374 г заедно с кастилския адмирал Фернандо де Товар командва флотилия, която атакува редица пристанища по крайбрежието на Англия. През 1390 г. участва в Берберския кръстоносен поход и обсадата на Махдия в Тунис.
Загива на 25 септември 1396 г. в битката при Никопол, където командва авангарда на френските рицари.